# Rhamphomyia gripha
Rhamphomyia gripha är en tvåvingeart som beskrevs av Frey 1935. Rhamphomyia gripha ingår i släktet Rhamphomyia och familjen dansflugor. Inga underarter finns listade i Catalogue of Life.